# ويلينغتون دامياو نوغويرا مارينيو
ويلينغتون دامياو نوغويرا مارينيو هو لاعب كرة قدم برازيلي في مركزي الدفاع وقلب الدفاع، ولد في 13 يونيو 1981 في ساو باولو في البرازيل. لعب مع أوفي كريت وسبورتينغ براغا ونادي بورتيمونينسي ونادي سانتا كلارا ونادي ساو بيرناردو.

## وصلات خارجية
- ويلينغتون دامياو نوغويرا مارينيو على موقع قاعدة بيانات كرة القدم.إي يو (الإنجليزية)